# Prix Versailles 2016
A Prix Versailles 2. rendezvénye kilenc díjazottat jutalmazott meg három kategóriában: üzletek, hotelek, éttermek.
A díjakat az UNESCO-ban adták át 2016. május 27-én.

## A zsűri
| Név                               | Állás                                         | Nemzetiség    |
| --------------------------------- | --------------------------------------------- | ------------- |
| Paul Andreu                       | Építész                                       | Franciaország |
| Guo Pei                           | Divattervező                                  | Kína          |
| Itó Tojoo                         | Építész                                       | Japán         |
| Gilles Lipovetsky                 | Filozófus                                     | Franciaország |
| François de Mazières (zsűrielnök) | Versailles polgármestere                      | Franciaország |
| Anne-Sophie Pic                   | Séf                                           | Franciaország |
| Rudy Ricciotti                    | Építész                                       | Franciaország |
| Minja Yang                        | Világörökségi Központ volt igazgatóhelyettese | Japán         |

## Díjazottak
Üzletek
| Díj vagy minősítés | Megvalósítás          | Helység   | Ország | Építész vagy tervező | Ország |
| ------------------ | --------------------- | --------- | ------ | -------------------- | ------ |
| Prix Versailles    | Alexander McQueen     | Párizs    | FRA    | David Collins Studio | GBR    |
| Belső Minősítés    | Ganjam                | Bengaluru | IND    | RDAI                 | FRA    |
| Külső Minősítés    | TOG - Philippe Starck | São Paulo | BRA    | Triptyque            | BRA    |

Hotelek
| Díj vagy minősítés | Megvalósítás     | Helység   | Ország | Építész vagy tervező | Ország |
| ------------------ | ---------------- | --------- | ------ | -------------------- | ------ |
| Prix Versailles    | Phum Baitang     | Sziemreap | KHM    | AW²                  | FRA    |
| Belső Minősítés    | Les Bains        | Párizs    | FRA    | Tristan Auer         | FRA    |
| Külső Minősítés    | Dasavatara Hotel | Tirupati  | IND    | SJK Architects       | IND    |

Éttermek
| Díj vagy minősítés | Megvalósítás            | Helység  | Ország | Építész vagy tervező             | Ország |
| ------------------ | ----------------------- | -------- | ------ | -------------------------------- | ------ |
| Prix Versailles    | Dasavatara - Lotus Cafe | Tirupati | IND    | SJK Architects                   | IND    |
| Belső Minősítés    | L'Amico                 | New York | USA    | Jun Aizaki Architecture & Design | USA    |
| Külső Minősítés    | Hanoi Cà Phê            | Párizs   | FRA    | Officine Architecture            | FRA    |

## Fordítás
Ez a szócikk részben vagy egészben  a   Prix Versailles 2016 című olasz Wikipédia-szócikk ezen változatának fordításán alapul.  Az eredeti cikk szerkesztőit annak laptörténete sorolja fel. Ez a jelzés csupán a megfogalmazás eredetét és a szerzői jogokat jelzi, nem szolgál a cikkben szereplő információk forrásmegjelöléseként.